# Hündleskopf
Der Hündleskopf ist ein 1199 m ü. NHN hoher Nebengipfel des Edelsberg in den Allgäuer Alpen.
Etwa 150 Meter östlich des Gipfels liegt die Hündleskopfhütte. Zu der Hütte führt eine schmale Straße von Pfronten-Kappel hinauf. Der bewaldete Gipfel des Hündleskopfes ist weglos.

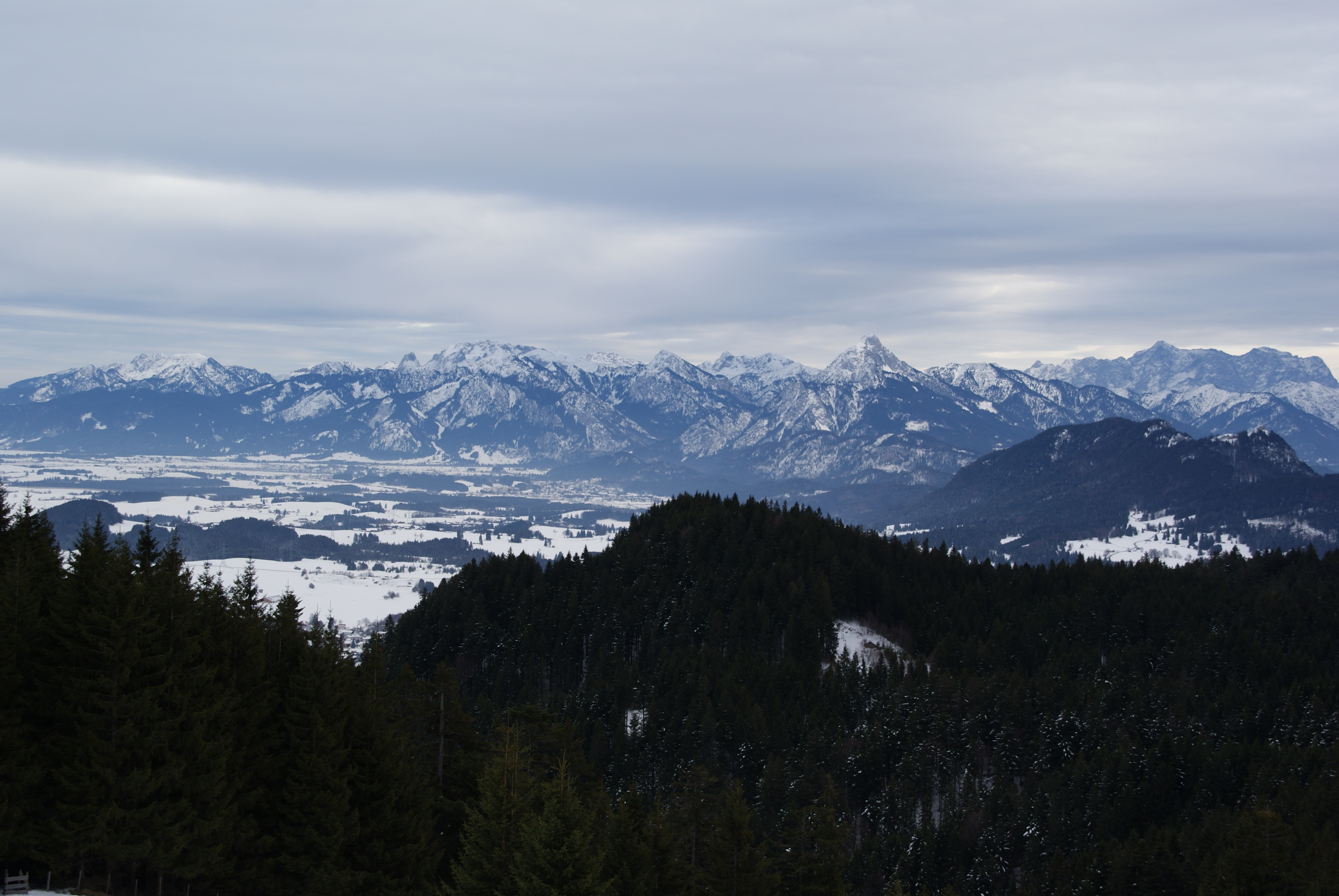
Der Hündleskopf von der Kappeler Alp aus, dahinter Ammergauer Alpen und rechts die Zugspitze.